# 沃塞洛托
沃塞洛托（英語：Voxelotor）以商品名Oxbryta出售，是一種用於治療鐮刀型紅血球疾病的藥物。沃塞洛托是第一個血紅蛋白氧親和調節劑，已被證明具有通過增加鐮刀型紅血球疾病患者的血紅蛋白水平和降低溶血指標來改善疾病的潛力。它在鐮刀型紅血球疾病患者和健康志願者中具有安全性，沒有任何劑量毒性。它由輝瑞的子公司 Global Blood Therapeutics 開發。
2019年11月，沃塞洛托在美国获得加速批准，用于治疗 12 岁及以上的鐮刀型紅血球疾病。2021年12月，沃塞洛托在美国获得加速批准，用于治疗4 - 11岁的鐮刀型紅血球疾病。

## 外部連結
- . Drug Information Portal. U.S. National Library of Medicine.   [2023-02-27]. （原始内容存档于2022-12-07）.